# Trost Records
Trost Records ist ein unabhängiges österreichisches Plattenlabel mit Sitz in Wien.

## Geschichte
Trost wurde in den frühen 1990er Jahren als Kassettenlabel gegründet, auf dem populäre österreichische alternative Bands veröffentlichten, unter anderem Valina, Snakkerdu Densk, Bulbul und Holly May.
Seit 2011 veröffentlicht Trost auch vermehrt Free-Jazz-Aufnahmen, unter anderem Neuauflagen auf dem Sublabel Cien Fuegos. In den letzten Jahren kam es zu engen Zusammenarbeiten mit Jazzmusikern wie Peter Brötzmann, Christof Kurzmann, Mats Gustafsson, Alexander von Schlippenbach und Rodrigo Amado
Beyond the Margins.
2013 bekam das Label den Preis der deutschen Schallplattenkritik für die 5-CD-Box Peter Brötzmann – Long Story Short, deren Aufnahmen im Rahmen des Unlimited-Festivals 2011 in Wels entstanden.
Trost Records steht in enger Kooperation mit der skandinavischen Free-Jazz-Band The Thing (the thing records), der Wiener Band Radian (Radian Releases) und dem Wiener Label Comfortzone.
2022 erschien Вони не пройдуть, ein 2-CD-Benefiz-Album für die Opfer des Ukraine-Kriegs mit Live-Aufnahmen u. a. von Alexander von Schlippenbach, Mats Gustafsson, Joëlle Léandre, Caspar Brötzmann, Ken Vandermark, Jim O’Rourke.

## Künstler
- Valina
- Peter Brötzmann
- Chicago Edge Ensemble
- DKV Trio
- Fake the Facts
- Fictional Souvenirs (Volatile Object)
- Full Blast
- Christof Kurzmann
- monochrom
- Made to Break
- nohome (Caspar Brötzmann)
- Akira Sakata/Johan Berthling/Paal Nilssen-Love
- Schlippenbach Trio – Alexander von Schlippenbach, Paul Lovens, Evan Parker
- Sonore
- Steamboat Switzerland
- The Sun Ra Arkestra
- Boneshaker
- Zu
- Bulbul
- Holly May (Lonely Drifter Karen)
- TV Buddhas
- Snakkerdu Densk
- 16-17
- Shit and Shine